# Macratria
Macratria is een geslacht van kevers van de familie snoerhalskevers (Anthicidae).

## Soorten
- M. abdominalis Pic, 1954
- M. aotearoa Werner & Chandler, 1995
- M. arabica Uhmann, 1998
- M. binhana Pic, 1927
- M. brevevittata Pic, 1933
- M. brunnea Casey, 1895
- M. confusa LeConte, 1855
- M. chitwana Telnov, 2003
- M. davidsonae Armstrong, 1948
- M. delamarei Pic, 1946
- M. fouqueti Pic, 1934
- M. freyi Pic, 1938
- M. gigantea Wickham, 1910
- M. hungarica Hampe, 1873
- M. instriatipennis Pic, 1955
- M. leprieuri Reiche, 1864
- M. lesnei Pic, 1933
- M. murina (Fabricius, 1801)
- M. obscuripes Pic, 1914
- M. ovicollis Casey, 1895
- M. pendleburyi Pic, 1936
- M. robustior Annam Pic, 1923

- M. sabahense Telnov, 2004
- M. semiannulipes Pic, 1922
- M. severini Pic, 1955
- M. sola Telnov, 2002
- M. succinia Abdullah, 1965
- M. testaceilabris Pic, 1940
- M. testaceitarsis Pic, 1916
- M. tricolorata Telnov, 2004
- M. vanhillei Pic, 1950
- M. villiersi Pic, 1952